# Anthony Pym
Anthony David Pym (Perth, 1956) è un filosofo e traduttore australiano, professore emerito di traduzione e studi interculturali presso l'Università Rovira i Virgili in Spagna e professore straordinario presso l'Università di Stellenbosch in Sud Africa. È autore, coautore e curatore di oltre 30 libri e 270 articoli sulla traduzione e le relazioni interculturali.

## Biografia
Pym ha frequentato il Wesley College della natia Perth e l'Università dell'Australia Occidentale, completando la sua laurea (con lode) presso la Murdoch University nel 1981. Ha ottenuto una borsa di studio del governo francese per proseguire gli studi all'École des Hautes Études en Sciences Sociales, dove ha conseguito il dottorato di ricerca in sociologia nel 1985. Nel 1983-84 è stato Frank Knox Fellow presso il Dipartimento di Letteratura Comparata dell'Università di Harvard. Nel 1992-94 ha ottenuto una borsa di post-dottorato dalla Fondazione Alexander von Humboldt per una ricerca sulla storia della traduzione presso l'Università di Gottinga, in Germania. Nel 1994 ha tenuto seminari sull'etica della traduzione al Collège International de Philosophie di Parigi.
Dopo anni di lavoro come traduttore professionista, redattore di riviste e organizzatore di eventi culturali in Francia e Spagna, ha insegnato nei dipartimenti di traduzione dell'Università Autonoma di Barcellona e dell'Università di Las Palmas de Gran Canaria. Nel 1994 si è unito all'Università Rovira i Virgili di Tarragona, dove nel 2000 ha anche fondato l'Intercultural Studies Group, programma post-laurea in traduzione, e nel 2003 un programma di dottorato. Dal 2006 è Visiting Researcher presso il Monterey Institute of International Studies.
È stato guest professor presso il Middlebury Institute of International Studies di Monterey 2008 al 2016. Dal 2010 al 2015 è stato borsista del Catalan Institution for Research and Advanced Studies. È stato anche Presidente della European Society for Translation Studies dal 2010 al 2016 e Walter Benjamin Visiting Professor presso l'Università di Vienna nel 2015. Nel 2017 è entrato a far parte della School of Languages and Linguistics dell'Università di Melbourne.
Dal pensionamento è professore emerito di traduzione e studi interculturali e coordinatore del gruppo di studi interculturali presso l'Università Rovira i Virgili. Inoltre, è professore straordinario presso l'Università di Stellenbosch e membro del comitato consultivo internazionale per il Translation and Inter-Cultural Research Cluster dell'Università dell'Australia Occidentale.

## Pensiero
Pym fu uno dei primi a spostare l'attenzione degli studi sulla traduzione dal lavoro sui testi al ruolo dei traduttori stessi. Egli sostiene che i traduttori siano propriamente degli “autori”, e non dei semplici “animatori” (animators) che si limiterebbero a riportare ciò che altri hanno voluto dire. Pym vede il traduttore come qualcuno che lavora con l'autore per creare un significato, perciò a suo avviso entrambi contribuiscono al significato della traduzione.
Proprio perché la traduzione non è solo una questione di testi, ma soprattutto di azioni compiute da individui concreti, che operano delle scelte, la traduzione va considerata come una forma di gestione del rischio (risk management) piuttosto che un tentativo di stabilire una equivalenza semantica tra due testi. Secondo Pym esistono in particolare tre diversi tipi e livelli di rischio nella pratica traduttiva: il rischio di credibilità, il rischio di incertezza e il rischio comunicativo.
- Il rischio di credibilità riguarda le relazioni tra le persone, e consiste nella probabilità che il traduttore perda la propria credibilità.
- Il rischio di incertezza coinvolge i processi cognitivi di un traduttore, quando egli non è certo di come sia corretto rendere un certo passaggio di un testo.
- Il rischio comunicativo consiste nella possibile perdita di cooperazione tra i partecipanti all'atto comunicativo (in questo caso, traduttivo).

Le traduzione come comunicazione è del resto intrinsecamente complessa. Pym ha infatti anche sottolineato come i traduttori operino nelle sovrapposizioni tra culture. A suo avviso, dunque, il loro obiettivo etico più alto consiste nella attiva promozione della cooperazione interculturale. Attraverso il concetto di inculturazione, egli arriva a pensare la traduzione come un processo duplice, nel quale le culture minoritarie possono venir riassorbite in sistemi culturali più ampi, ma possono anche riuscire a modificarli.
Pym ha infine analizzato il ruolo della tecnologia, e in particolare di internet, nella traduzione. A suo avviso la proliferazione delle informazioni non significa necessariamente che queste saranno correttamente recepite. Bisogna quindi fare attenzione affinché i testi tradotti siano adatti alla cultura di destinazione.

## Opere (parziale)
- Translation and Text Transfer. An Essay on the Principles of Intercultural Communication, Frankfurt/Main: Peter Lang, 1992. Revised edition: Tarragona: Intercultural Studies Group, 2010.
- Epistemological Problems in Translation and its Teaching, Calaceite: Caminade, 1993.
- Pour une éthique du traducteur, Arras: Artois Presses Université / Ottawa: Presses de l’Université d’Ottawa, 1997.
- Method in Translation History, Manchester: St Jerome Publishing, 1998.
- Negotiating the Frontier: Translators and Intercultures in Hispanic History, Manchester: St Jerome Publishing, 2000.
- The Moving Text: Localization, Translation and Distribution, Amsterdam & Philadelphia: John Benjamins, 2004.
- Exploring Translation Theories, London and New York: Routledge, 2010.
- The status of the translation profession in the European Union, with François Grin, Claudio Sfreddo, Andy L. J. Chan. Luxembourg: European Commission, 2012.
- On Translator Ethics. Principles for Cross-cultural communication. Amsterdam and Philadelphia: John Benjamins, 2012 (versione rivista di Pour une éthique du traducteur).
- Translation and Language Learning, with Kirsten Malmkjaer and Mar Gutiérrez. Luxembourg: European Commission, 2013.
- Translation Solutions for Many Languages. Histories of a Flawed Dream. London: Bloomsbury, 2016.
- What is Translation History? A Trust-Based Approach, with Andrea Rizzi and Birgit Lang. London: Palgrave, 2019.
- How to Augment Language Skills. Generative AI and Machine Translation in Language Learning and Translator Training, with Yu Hao. London and New York: Routledge, 2025.